# ۱۶۲۹ (میلادی)
۱۶۲۹ (میلادی) هزار و ششصد و بیست و نهمین سال تقویم میلادی است.

## زادگان
- ۱۴ آوریل – کریستیان هویگنس، ستاره‌شناس، ریاضی‌دان، و فیزیک‌دان هلندی (د. ۱۶۹۵)

## درگذشتگان
- 19 ژانویه - شاه عباس بزرگ : پنجمین پادشاه سلسله صفویه در ایران.